# Municipio de Le Roy (Iowa)
Le Roy Township es una subdivisión territorial del condado de Bremer, Iowa. Según el censo de 2020, tiene una población de 180 habitantes.
Tiene un código de clase Z1, que indica que no está en funcionamiento (non-functioning county subdivision).

## Geografía
La subdivisión está ubicada en las coordenadas 42°51′55″N 92°13′49″O / 42.86528, -92.23028 (42.865392, -92.230167). Según la Oficina del Censo, tiene una superficie total de 56.03 km², de los cuales 54.25 km² corresponden a tierra firme y 1.78 km² están cubiertos de agua.

## Demografía
Según el censo de 2020, hay 180 personas residiendo en la zona. La densidad de población es de 3.3 hab./km². El 96.11 % de los habitantes son blancos y el 3.89% son de una mezcla de razas. No hay hispanos o latinos viviendo en la región.